# Kaykhusraw I
Ghīyāth al-Dīn Kaykhusraw bin Qilij Arslān, anche Kaykhusraw I (in arabo غياث الدين كيخسرو بن قلج ارسلان‎?; in turco I. Gıyaseddin Keyhüsrev; XII secolo – Kuyucak, 1211), fu sultano del Sultanato turco di Iconio (o di Rūm) dal 1192 al 1196 e dal 1205 al 1211. Apparteneva alla dinastia selgiuchide.

## Biografia
Kaykhusraw I salì al trono alla morte del padre Qilij Arslan II (1156-1192), dopo aver sconfitto i fratelli che anch'essi tentavano di impadronirsi del sultanato. Nel 1196 il fratello Suleymānshāh II (1196-1204) strappò il trono a Kaykhusraw, che si rifugiò a Costantinopoli, alla corte dell'imperatore bizantino Alessio III Angelo (1195-1203).
Nel 1204 Suleymānshāh II morì, gli succedette il figlio Qilij Arslan III (1204-1205), a cui però Kaykhusraw gli strappò il trono nel 1205, iniziando così il suo secondo regno. Tra il 1205 e il 1206 assediò Trebisonda, tentando così di eliminare l'impero di Trebisonda, creato dai fratelli della casata bizantina dei Comneni, Alessio I (1204-1222) e Davide I (1204-1212). Ma l'assedio non andò come sperava il sultano, infatti i Selgiuchidi non riuscirono a catturare la città. La fortuna dei trapezuntini fu che il sultano si stancò di non vedere risultati e, in più, l'Impero latino offrì un'alleanza ai Selgiuchidi contro l'impero di Nicea. Per questo motivo Kaykhusraw I abbandonò l'assedio di Trebisonda, per andar ad attaccare i Niceani. Nel 1207 i turchi Selgiuchidi guidati da Kaykhusraw I strapparono ai Niceani la città di Antalya.
L'ex basileus Alessio III nel 1209 si riparò presso la corte d'Iconio di Kaykhusraw I, questi gli affidò un esercito per andare contro l'imperatore di Nicea (impero bizantino in esilio a Nicea dal 1204 al 1261) Teodoro I Lascaris (1205-1222). Kaykhusraw e Alessio sfidarono Teodoro nella Battaglia della valle del Meandro, furono sconfitti pesantemente, Alessio fu catturato mentre Kaykhusraw morì sul campo di battaglia, e al suo posto salì al trono Kaykaus I (1211-1220). Ciò segnò la fine dell'espansione dei turchi Selgiuchidi contro l'Impero bizantino, che sarà ripresa nel XIV secolo dai turchi ottomani.